# Carloalberto Giordani
 Carloalberto Giordani (* 24. Oktober 1997 in Isola della Scala) ist ein ehemaliger italienischer Radrennfahrer, der auf Bahn und Straße aktiv war.

## Sportlicher Werdegang
2015 belegte Carloalberto Giordani bei den Junioren-Weltmeisterschaften  auf der Bahn mit Imerio Cima im Zweier-Mannschaftsfahren Platz drei. 2019 errang er gemeinsam mit Francesco Lamon, Davide Plebani, Liam Bertazzo und Stefano Moro bei den Europaspielen in Minsk die Silbermedaille in der Mannschaftsverfolgung. Beim Lauf des Nations’ Cup in Sankt Petersburg gewann er das Ausscheidungsfahren.
Auf der Straße fuhr Giordani von 2020 bis 2022 für das UCI Continental Team Biesse Arvedi, ein zählbarer Erfolg blieb ihm in dieser Zeit verwehrt. Nach der Saison 2022 beendete er seine Karriere als aktiver Radsportler.

## Erfolge

### Bahn
2015
- Junioren-Weltmeisterschaft – Zweier-Mannschaftsfahren (mit Imerio Cima)

2019
- Europaspiele – Mannschaftsverfolgung (mit Francesco Lamon, Davide Plebani, Liam Bertazzo und Stefano Moro)

2021
- Nations’ Cup in Sankt Petersburg – Ausscheidungsfahren